# Katolická církev ve Středoafrické republice
Katolická církev ve Středoafrické republice je křesťanské společenství. Hlásí se k ní asi 37% obyvatel této země, v roce 2014 bylo v zemi 1.724.000 katolíků. Je v jednotě s papežem. Má 1 metropolitní arcidiecézi a 8 sufragánních diecézí.

## Struktura
Středoafrická republika má jednu církevní provincii, jejíž diecéze slouží liturgii v latinském ritu.
- Arcidiecéze Bangui (zal. 1909, na arcidiecézi povýšena 1955)
  - Diecéze Alindao (zal. 2004)
  - Diecéze Bambari (zal. 1965)
  - Diecéze Bangassou (zal. 1954)
  - Diecéze Berbérati (zal. 1940)
  - Diecéze Bossangoa (zal. 1959)
  - Diecéze Bouar (zal. 1978)
  - Diecéze Kaga-Bandoro (zal. 1997)
  - Diecéze Mbaïki (zal. 1995)

Episkopát vytváří vlastní Středoafrickou biskupskou konferenci, (Conférence Episcopale Centrafricaine, CECA), ustanovenou v roce 1970.
Svatý Stolec je reprezentován apoštolským nunciem.